# Käringtjärnarna
Käringtjärnarna är två sjöar strax norr om Stentjärnen och väster om Drafsen i Säfsnäs socken och Ludvika kommun i Dalarna och ingår i Göta älvs huvudavrinningsområde. Sjön ligger omkring 308 meter över havet.